# .007
.007 ist eine Kurzgeschichte von Rudyard  Kipling. Die Geschichte spielt in der Gegenwart Kiplings (d. h. in den 1890ern).  Sie erschien August 1897 erstmals im Scribner’s Magazine und wurde in die Sammlung „The Day’s Work“ (1898) aufgenommen.
Obwohl die „Hauptperson“ die amerikanische, neue Lokomotive mit der Endung .007 (also eine Maschine) ist, entspricht die Geschichte dem üblichen Muster in Kiplings Erzählungen: Ein Neuer kommt in eine Runde und findet dort einen Freund, der ihn gegen die anderen beschützt. Der Neue wird erst selbst in die Runde aufgenommen, nachdem er sich bewährt hat.

## Inhalt
Die Lokomotive .007 ist neu, naiv und unerfahren. Die Geschichte beginnt damit, dass sie in ihrem Güterbahnhof in eine Gruppe von anderen Lokomotiven gelangt und dort von den meisten unfreundlich behandelt wird. Eine Ausnahme ist die kleine, respektlose Rangierlok Pony, die sich für den Neuankömmling einsetzt.
.007 wird dann als erstes im Rangierdienst eingesetzt und trifft dort wieder auf Pony, die ihr wertvolle Tipps gibt. Vom Rangieren aus wird .007 an die Stelle geschickt, wo eine andere Lokomotive verunglückt ist. Sie erreicht die Stelle sehr schnell und redet dort der verunglückten Lokomotive gut zu, während die von ihr transportierte Hilfs-Crew diese wieder aufrichtet. Anschließend  bringt .007 das Unfallopfer wieder zurück zum Güterbahnhof. Durch dieses Erlebnis hat .007 enorm an Erfahrung gewonnen und ihre Naivität verloren. Nun wird .007 in die Gruppe der anderen Lokomotiven aufgenommen.